# Недяльсько
Недя́льсько (болг. Недялско) — село в Ямбольській області Болгарії. Входить до складу общини Стралджа.

## Населення
За даними перепису населення 2011 року у селі проживали 280 осіб.
Національний склад населення села:
| Національність   | Кількість осіб | Відсоток |
| ---------------- | -------------- | -------- |
| болгари          | 254            | 91,4%    |
| цигани           | 24             | 8,6%     |
| турки            | 0              | 0%       |
| інша             | 0              | 0%       |
| не визначились   | 0              | 0%       |
| Всього відповіли | 278            |          |

Розподіл населення за віком у 2011 році:
Динаміка населення: